# Талыбов, Мирза Абдуррагим
Мирза Абдуррахим Талибов, Талыбов (перс. ميرزا عبدالرحیم طالبی نجار تبریزی‎); род. 1837, Тебриз — ум. 1911, Буйнакск) — азербайджанский писатель-просветитель и политический деятель, сторонник конституционных реформ. 

## Биография
С середины 60-х годов XIX века жил в России. На идеологии и творчестве А.Талыбов сказалось влияние русской демократической общественной мысли. В работах «Талыбово сочинение, или книга Ахмеда» («Сафине-йе Талеби-йа кетабе Ахмед», Стамбул, 1893-1894), «Книга по физике» («Кетабе физик», Стамбул, 1893) пропагандировал современные естественно-научные знания. В публицистическом сочинении «Путешествия праведников» («Масалек оль-мохсенин», Каир, 1905), «Жизненные проблемы» («Мас’аэл аль-хайат», Тифлис, 1906), «Заметки о свободе» («Изахат ддр хосусе азади», Тегеран, 1907) выступал сторонником идей конституционализма и свобод в Иране. Требовал обеспечения политических свобод, экономического развития страны, повышения благосостояния народных масс. Талыбов пользовался популярностью в демократических кругах Ирана.

## Идеи
Считал шахскую власть в Персии «деспотичной и угнетающей в силу отсутствия в Иране какого бы то ни было закона, пусть даже разработанного шахом. В связи с этим решения, принимаемые каджарскими правителями, зависят от личных особенностей того или иного шаха и поэтому крайне субъективны». По замыслу Талыбова шах должен быть лишён реальной власти. Законодательная и исполнительная власть, а также вопросы объявления войны и мира, формирования бюджета, проведения реформ должны быть в ведении парламента. Снова звучит мысль о двухпалатном парламенте, когда члены меджлиса избираются народом, а сената - назначаются шахом. Поступательное развитие Ирана Талыбов связывает с личными свободами и гражданскими правами, которыми должны быть наделены все без исключения граждане страны.